# Eusmilus

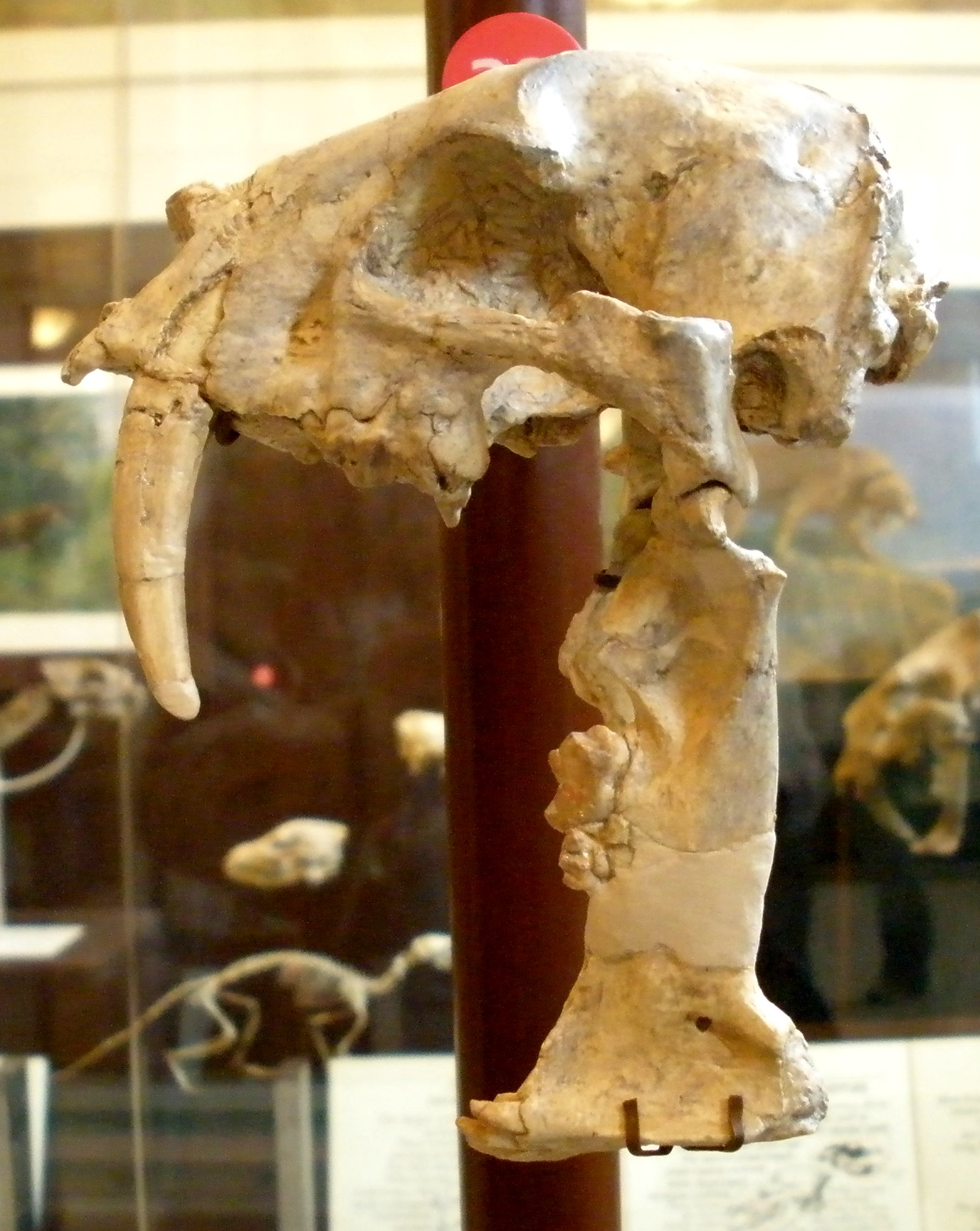
Schädel von Eusmilus olsontau im American Museum of Natural History in New York

Eusmilus (griech. εὖ eu ‚gut, wahr‘ und σμίλη smílē ‚Meißel‘) ist eine Gattung ausgestorbener katzenartiger Raubtiere. Sie wird zur ausschließlich fossil bekannten Familie Nimravidae gezählt. Eusmilus lebte vom Priabonium (spätes Eozän) bis zum Rupelium (frühes Oligozän) in Nordamerika, Europa und Asien.
Die Gattung erhielt ihren Namen im Jahr 1876 durch den französischen Paläontologen Paul Gervais. Er errichtete sie für Fossilien aus den Phosphatgruben des Quercy, die ursprünglich der Gattung Machairodus zugeordnet worden waren.

## Morphologie
Eusmilus hatte einen langen, gestreckten Körper und war ungefähr so groß wie ein Leopard, hatte aber eine geringere Schulterhöhe. Er wird auch als falscher Säbelzahn bezeichnet, bezogen auf Smilodon aus der Verwandtschaftsgruppe der Säbelzahnkatzen innerhalb der Familie der Felidae, der allerdings erst viel später lebte. Eusmilus hatte aber wahrhaft gigantische Eckzähne, die fast so lang wie sein gesamter Schädel waren. Ähnliche Zahnbildungen entstanden im Laufe der Evolution mehrmals unabhängig voneinander und sind kein Hinweis auf nahe Verwandtschaft, sondern auf konvergente Entwicklungen. Sein Kiefer war eher schwach ausgeprägt, da er diesen durch seine großen Eckzähne gar nicht brauchte, um ein Beutetier tödlich zu verletzen. Im Gegensatz zu den meisten Raubsäugern hatte Eusmilus lediglich 26 statt 44 Zähne. Sein Maul konnte er um 90 Grad öffnen, damit er seine Säbelzähne im Kampf richtig einsetzen konnte. Verletzungen durch diese Zähne wurden sogar an einem Schädel von Nimravus, einem kleineren Vertreter der Nimravidae, nachgewiesen. Eusmilus hielt seinen Verwandten aber wohl kaum für ein Beutetier, sondern wollte ihn als Nahrungskonkurrenten wahrscheinlich vertreiben. Die Körpermasse von Eusmilus wird auf rund 70 Kilogramm geschätzt. Im Durchschnitt war Eusmilus inklusive Schwanz 2,50 Meter lang.

## Systematik
Innerhalb der Katzenverwandten wird Eusmilus in die Familie Nimravidae gestellt. Die genaue Abgrenzung der Gattungen innerhalb dieser Familie ist jedoch umstritten.

### Unterfamilie Hoplophoneinae
Besonders zwischen den Gattungen Hoplophoneus und Eusmilus kommt es immer wieder zu Zuordnungsproblemen. Hoplophoneus und Eusmilus kamen sowohl im selben Zeitabschnitt als auch in weitgehend demselben Verbreitungsgebiet vor. Manche Autoren fassen daher Hoplophoneus und Eusmilus in einer gemeinsamen Unterfamilie Hoplophoneinae innerhalb der Familie Nimravidae zusammen.
Die wichtigsten Unterscheidungsmerkmale zwischen den beiden Gattungen sind die Größe der beiden Säbelzähne des Oberkiefers und die Ausbildung des Flansches am Unterkiefer, der eine Führung für die beiden weit über den Unterkiefer nach unten reichenden Eckzähne darstellte und diese vor dem Abbrechen schützte. Diese Zähne sind bei Eusmilus mächtiger ausgeprägt, was jedoch kein klares Gattungsmerkmal darstellt.

### Arten

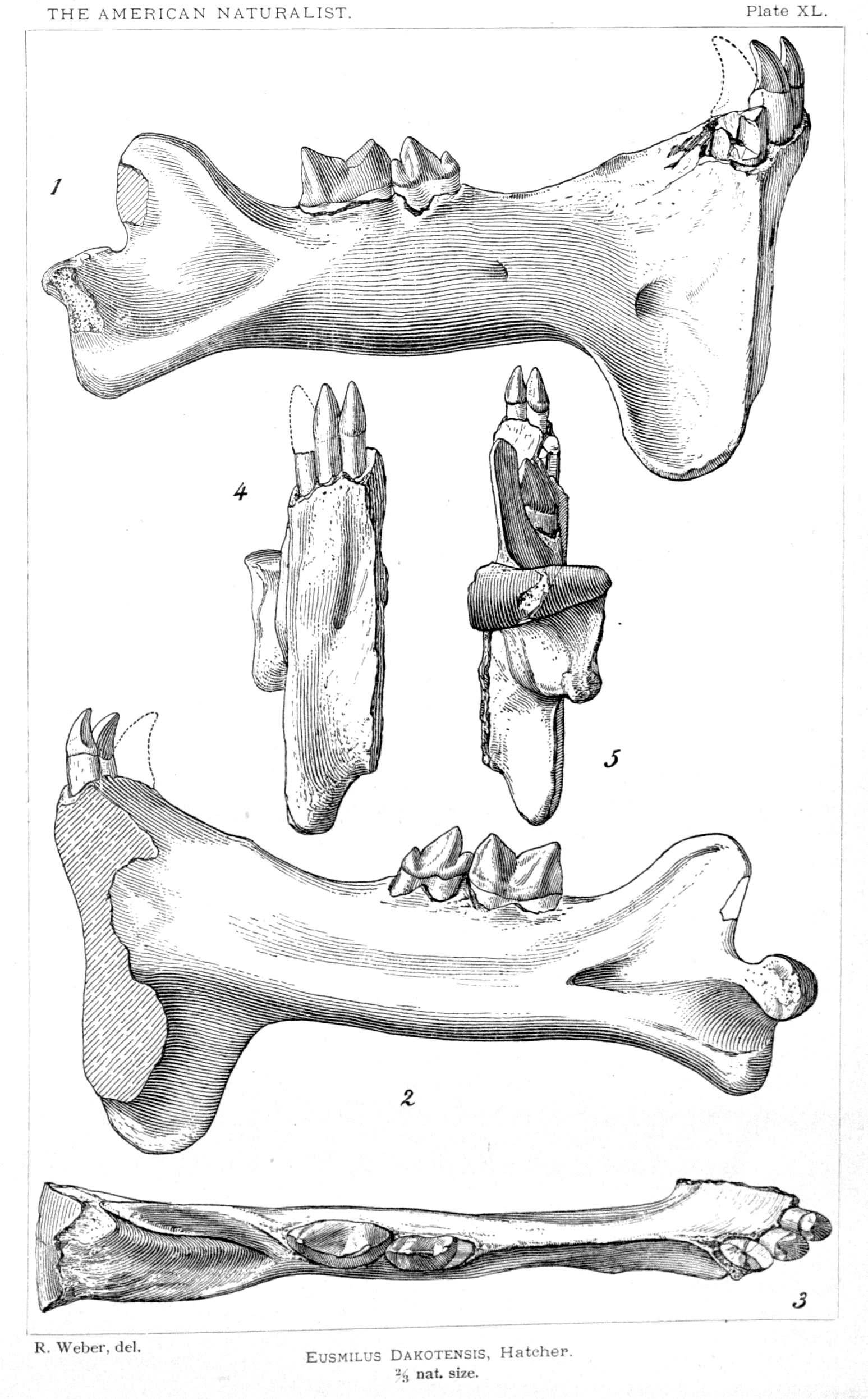
Zeichnung des Typusexemplars von Eusmilus dakotensis in der Erstpublikation aus dem Jahr 1895.

Nach neuerer Auffassung umfasst Eusmilus 5 Arten:
- Eusmilus bidentatus ist die Typusart der Gattung. Die maßgeblichen Fundstücke stammen aus den Phosphatgruben des Quercy bzw. des Département Lot im Südwesten Frankreichs und wurden 1872 von Henri Filhol unter dem Namen Machairodus bidentatus beschrieben.[5] Der Gattungsname Eusmilus wurde erst 1876 von Paul Gervais geprägt, nachdem er erkannt hatte, dass die von Filhol beschriebenen Stücke sowie von ihm zuvor als „Machairodus perarmatus“ beschriebenen Fossilien aus den gleichen Fundstellen sich deutlich von Machairodus unterscheiden.[6] Während die Art Eusmilus perarmatus nachfolgend als identisch mit E. bidentatus erachtet wurde, hat Gervais’ Gattung bis heute ihre Gültigkeit behalten. E. bidentatus ist die einzige europäische Art. Sie wurde nicht nur in Frankreich, sondern auch in Lokalitäten in Deutschland und der Schweiz identifiziert.[6]
- Eusmilus cerebralis ist, wie auch alle folgenden Arten, eine nordamerikanische Form. Sie ist kleiner als die Typusart und wurde 1880 von Cope unter dem Namen „Machærodus cerebralis“ anhand von Fossilien aus Oregon erstbeschrieben.[7]
- Eusmilus dakotensis wurde auf Grundlage eines rechten Unterkiefers aus  den White River Badlands (der Brule-Formation innerhalb der White-River-Gruppe von Oglala Lakota County, South Dakota),[8] von John Bell Hatcher 1895 erstbeschrieben.[9] Diese Art ist größer als Eusmilus bidentatus.
- Eusmilus sicarius wurde von Sinclair und Jepsen 1927 anhand eines Schädels aus der Brule-Formation von Pennington County, South Dakota, beschrieben.[10]
- Eusmilus olsontau wurde als „Ekgmoiteptecela olsontau“ von James Reid Macdonald im Jahr 1963 auf Grundlage eines rechten Unterkiefers aus der Sharps-Formation im Oglala Lakota County, South Dakota, beschrieben.[11] In dieser Arbeit weist der Autor den Fundschichten ein miozänes Alter zu. Mittlerweile erfolgte absolute Datierungen von Vulkanaschelagen in der Sharps-Formation deuten jedoch auf ein Alter zwischen spätem Rupelium und frühem Chattium hin.[12] E. olsontau gehört damit trotzdem zu den geologisch jüngsten Eusmilus-Arten. Einige Autoren haben E. olsontau mit E. cerebralis synonymisiert.[13][14]

E. dakotensis und E. sicarius werden von manchen Autoren zur Gattung Hoplophoneus gezählt. Aus Asien (China) sind nur relativ schlecht erhaltene Knochen bekannt, die nicht auf Artebene bestimmbar sind und auch der Gattung Eusmilus nicht völlig sicher zugeordnet werden können.